# ديفيد كلارك (لاعب كرة قدم أسترالية)
ديفيد كلارك (بالإنجليزية: David Clarke)‏ هو لاعب كرة قدم أسترالية أسترالي، ولد في 15 مايو 1980.

## وصلات خارجية
- دايفيد أ. كلارك على موقع AustralianFootball.com (الإنجليزية)
- دايفيد أ. كلارك على موقع AFLtables.com (الإنجليزية)